# Maison de Richelieu (Bagneux)
La maison de Richelieu est un bâtiment sis aux numéros 4 et 6, rue Étienne-Dolet à Bagneux, construit vers 1630 pour Pierre Bignicourt, ou Bénicourt, entrepreneur des Armes et armées de France, homme du cardinal Richelieu (1585-1642). Transformé en école maternelle en 1946 désaffectée en septembre 2001, la bâtisse est aménagée en 2006 pour y recevoir la Maison de la musique et de la danse de la Ville de Bagneux. Elle est classée aux monuments historiques le 27 février 2006.

## Description
Cette maison subit de grosses transformations au cours des XIXe, XXe et XXIe siècles.
Elle comportait un corps central cantonné de deux ailes entourant une cour carrée. L'ensemble fut endommagé en 1870 ne laissant subsister que l'aile nord, qui conserve un escalier central à deux volées, avec la rampe d'origine jusqu'à la première volée. 
À l'occasion des travaux de sondage effectués en 2004, en vue de l'aménagement de ce bâtiment, furent découverts dans une salle du premier un plafond et des poutres peintes à la française datant du XVIIe siècle, ce qui est assez rare en région parisienne et conduisit l'État à classer les plafonds, façades et toitures à l'inventaire des monuments historiques le 27 février 2006, après les inscriptions de la statue dans le parc le 27 juin 1938 et du cadran solaire le 9 septembre 1975.
Le décor présente une alternance de fruits et de fleurs disposés dans des cartouches accompagnés de motifs de rinceaux et « semble dérivé directement des cahiers de modèles d'ornement  diffusés auprès des artisans à partir du milieu du XVIe siècle. Ils furent datés d'entre 1620 et 1640. Ce décor fait penser à celui découvert en 1978 à l'hôtel Cornuel, rue Charlot ou encore à l'hôtel de Sully ou à ceux du 4, rue Chapon ». La restauration fut effectuée après les travaux de transformation. Quelques boiseries du XVIIe siècle sont encore visibles dans les appartements. 
À l'origine, le bâtiment comportait un pavillon au fond du jardin, donnant sur la rue Saint-Étienne qui fut démoli pendant la Révolution. En partie reconstruite, cette résidence ornée d'un fronton percé d'un oculus fut modifiée par les travaux d'agrandissement de 2006, avec l'adjonction d'un nouveau bâtiment reliant les deux ailes et masquant la façade du bâtiment central.

## Historique
Les documents d'archives attestent que cette bâtisse fut édifiée vers 1630 pour le compte d'un homme du cardinal de Richelieu, Pierre Bénicourt, ou Bignicourt, époux de Marie Desgroux, qualifié de « quincaillier ordinaire du Roi » et tenant son commerce à l'enseigne de La Chasse Royale rue de la Pelleterie[réf. nécessaire]. À cette époque, le quincaillier vend également des armes, poudre et plomb et fait donc office d'armurier. 
Elle aurait été construite, avec les deniers du cardinal, pour y servir à ses conférences secrètes, et aurait été le lieu où le cardinal éliminait les témoins gênants.
Durant la Fronde (1648-1652), Pierre Bénicourt ou Bignicourt est fournisseur de l'armée royale et fera l'objet d'une mazarinade le 4 mars 1649. Il contribue onze jours plus tard à sauver la vie de Michel Particelli d'Emery (1596-1650), surintendant des Finances de 1648 à 1650, créateur des taxes à l'origine de la Fronde : l'impôt du toisé, la taxe des Aisés, ainsi que l'Édit du tarif. Bénicourt, aidé par un avocat du Châtelet, réussirent à le soustraire aux manifestants voulant le jeter dans la Seine en le faisant entrer dans sa boutique où, une fois déguisé, il prit la fuite par une porte dérobée[réf. nécessaire].
Pierre Benicourt conserva cette demeure jusqu'aux environs de 1660, date probable de sa mort. Il avait agrandi son domaine en rachetant les parcelles alentour, terre et vignes dont celles du clos Lapaume. En 1643, il fait l'acquisition d'une pièce de vigne de François Dériot garde-vaisselle du roi et un peu plus tard, ses héritiers lui cèdent un grand bâtiment et le jardin de l'autre côté de la rue d'Arnault s'étendant, à proximité de l'hôtel de Chevreuse, propriété s'étendant jusqu'à la rue du Monceau. La description de ce bâtiment est donnée dans l'acte de vente conservé aux Archives nationales.
En 1665, sa propriété est vendue en deux lots. La maison dite de Richelieu est acquise par Jean Goupil, conseiller, secrétaire de la maison et couronne de France et ses finances, pour 27 100 livres. La partie sud du domaine est vendue à François de Lantage, secrétaire du roi depuis le 19 janvier 1660.
Avec Barthélémy Thoynard de Jouy, qui fait l'acquisition de la propriété en 1733, va se forger l'histoire des conférences secrètes de Richelieu. Bouffonidor, dans L'Ombre de Louis XV devant Minos, mentionne que :
« Ce Cardinal avait à Bagneux une maison qui a retenu le nom des Oubliettes et qui a été achetée, il y vingt ans par le fermier général Thoinard dans l'espoir qu'en la fouillant, il y trouverait de quoi se dédommager du prix. Nous dirons en forme de parenthèse, qu'il n'y a personne au monde, que sa femme, qui puisse disputer avec Thoinard, d'avarice. Ce Plutus est avec ses trésors, suffisant, fat, en un mot, c'est la chiasse des hommes. Thoinard ne fut pas trompé dans ses spéculations ; il trouva, en effet, un puits dont l'ouverture était bouchée, dans lequel étaient les ossements de plus de quarante cadavres, avec les débris de leurs vêtements, montres, bijoux, argent… Le Cardinal avait pour habitude de tout sacrifier à son ambition, se défaisait des gens qu'il n'osait ou ne pouvait attaquer publiquement, en les comblant de caresses et de marques d'amitié. La dernière preuve était de les faire sortir par un escalier dérobé, au milieu duquel était une bascule, que ce ministre avait l'humanité de lâcher lui-même. L'on tombait alors dans un puits qui avait, au moins, cent pieds de profondeur. Les premiers qui l'essayèrent furent ceux qui l'avaient creusé. »
En avril 1946, la municipalité de Bagneux fait l'acquisition de cette maison. Au début de l'année 1984, un jardinier municipal binant autour d'un arbre du parc de Richelieu mit au jour le départ d'un puits comblé. La municipalité d'Henri Ravera s'est mise en relation avec un organisme spécialisé dans les fouilles de puits et oubliettes afin d'explorer cette cavité.

## Le parc
Partie rachetée par la municipalité en 1946, le jardin est ouvert au public sur une surface de 18 000 m2. On y trouve des arbres très anciens, répertoriés à l'inventaire du conseil départemental des Hauts-de-Seine. 

### Sculptures
Dans le parc se trouvaient des statues en grand nombre, aujourd'hui disparues, quelques bas-reliefs, ainsi que deux socles de pierre décorés de mascarons, de grenades et de prunes. Les quatre grottes de rocaille disparurent à la Révolution. Y figuraient :
- Mars, sous les traits de Richelieu, détruite à la Révolution ;
- Vulcain, sous les traits de Pierre Bénicourt, détruite à la Révolution[10] ;
- Vénus et Cupidon , ou Vénus surprise attribuée à Antoine Coysevox ou à son école, abîmée par les intempéries et mutilée lors de la guerre de 1870[11], inscrit aux monuments historiques en 1938[1] ;
- deux pilastres au début de l'allée principale surmontés d'un cadran solaire et d'un groupe de deux enfants nus se tenant par la main ;
- Gnomon de Bagneux[12] ou cadran solaire, classé monument historique en 1975[1]. Antérieur à 1718, il se compose de deux anneaux taillés dans un bloc de calcaire provenant des carrières de Bagneux. Il fut étudié en 1972 par Henri Janin, membre de la Société astronomique de France, qui le déclara unique au monde. Restauré, il est conservé aujourd'hui dans le hall de la médiathèque de Bagneux au 2, avenue Gabriel Péri. Une copie à l'identique est exposée dans le jardin de la maison des arts au 15, avenue Albert-Petit.

## Propriétaires
- 1630-1665 : Pierre Bégnicourt et ses héritiers.
- 1660 : François de Lantage conseiller du roi acquiert la partie sud du domaine dite la ferme.
- 1665 : Jean Goupil, conseiller, secrétaire de la maison et couronne de France et ses finances.
- 1696-1704 : Antoine Grimaldi (1661-1731), duc de Valentinois, prince de Monaco en 1701.
- 1733 : Barthélémy Thoynard de Jouy (Thoinard), receveur du quatrième denier à Rouen, anobli en 1722, fermier général en 1726, marié en 1709 avec Anne de Saint-Pierre (morte en 1768), ont une fille : Marie Madeleine Thoynard de Jouy (1719-1766), épouse en 1736 Louis Armand de Labriffe (mort en 1752)[13]. Cousin de Madame de Pompadour, ses créanciers louent sa propriété de Chevilly-Larue au prince de Monaco entre 1762 et 1767[14].
- 1787 : Monsieur de Lens, qui possède des jardins plantés d'une contenance d'une dizaine d'arpents, soit environ 5 hectares. On y voit quatre grottes en rocaille et coquillages bien conservés. Le puits qui a donné lieu à beaucoup de conjectures est placé près d'un escalier dans l'angle d'un petit pavillon qui est sur la gauche du jardin et a fait nommé cet endroit le Cabinet des Oubliettes, on trouve à droite de cette maison deux statues de pierre représentant Mars et Vulcain, Mars à la physionomie de Louis XIII et Vulcain, celle du cardinal de Richelieu. Un des principaux agréments de cette maison et la vue dont on y jouit tant des appartements que des jardins[15].